# 南派恩維爾鎮區 (密蘇里州麥克唐納縣)
南派恩維爾鎮區（英語：Pineville South Township）是位於美國密蘇里州麥克唐納縣的一個行政鎮區。

## 地方資料
南派恩維爾鎮區的面積為122.49平方千米，當中陸地面積為122.45平方千米，而水域面積為0.04平方千米。根據2020年美國人口普查的數據，當地共有人口1884人，而人口密度為每平方千米15.38人。